# Фельдштейн Валентин Львович
Валентин Львович (Лейбович) Фельдштейн (нар. 4 травня 1908, Одеса — пом. 30 травня 1993, Одеса) — український радянський архітектор.

## Біографія
Народивсся 4 травня 1908 року в місті Одесі (нині Україна). Навчався в 5-й одеській гімназії. 1930 року закінчив архітектурний факультет Одеського художнього інституту, де навчався у професора Йосипа Зейлінера.
Працював у проектних установах Одеси. Під час німецько-радянської війни був евакуйований до Уфи, де працював за фахом. Після війни повернувся до Одеси. Член ВКП(б) з 1950 року.
Помер в Одесі 30 травня 1993 року. Похований в Одесі на Другому християнському цвинтарі.

## Архітектурна діяльність
Проектував морські вокзали, житлові та громадські будівлі, промислові споруди. Серед них:
- будинок школи ФЗУ в Одесі (1931—1933);
- морські вокзали в Мацесті та Хості (1938);
- житлові будинки і управління китобойної флотилії «Слава»  в Одесі  (1951—1952, у співавторстві);
- будинок Проектного інституту в Одесі (1951—1952);
- житлові будинки канатного заводу  в Одесі  (1952);
- будинки Інженерно-будівельного інституту та Інституту зв'язку в Одесі (1954—1955, у співавторстві з А. Межибовським);
- курган «Слави» на Вознесенському шосе на рубежі оборони Одеси (1968, у співавторстві з А. Межибовським, Г. Дрикером, М. Беєром; 46°37′38.4″ пн. ш. 30°50′05.1″ сх. д. / 46.627333° пн. ш. 30.834750° сх. д.).